# Trichocyclus arabana
Trichocyclus arabana är en spindelart som beskrevs av Huber 200. Trichocyclus arabana ingår i släktet Trichocyclus och familjen dallerspindlar. Inga underarter finns listade i Catalogue of Life.